# Luossajaure (Jukkasjärvi socken, Lappland)
Luossajaure är en sjö i Kiruna kommun i Lappland och ingår i Torneälvens huvudavrinningsområde. Sjön har en area på 1,83 kvadratkilometer och ligger 496,4 meter över havet. Luossajaure ligger i Torneträsk-Soppero fjällurskog Natura 2000-område. Sjön avvattnas av vattendraget Stalojåkka.

## Delavrinningsområde
Luossajaure ingår i det delavrinningsområde (758253-168621) som SMHI kallar för Utloppet av Luossajaure. Medelhöjden är 596 meter över havet och ytan är 18,45 kvadratkilometer. Räknas de 2 avrinningsområdena uppströms in blir den ackumulerade arean 30,31 kvadratkilometer. Stalojåkka som avvattnar avrinningsområdet har biflödesordning 2, vilket innebär att vattnet flödar genom totalt 2 vattendrag innan det når havet efter 454 kilometer. Avrinningsområdet består mestadels av skog (62 procent) och kalfjäll (27 procent). Avrinningsområdet har 1,89 kvadratkilometer vattenytor vilket ger det en sjöprocent på 10,2 procent.